# محمد رشدي باشا الشرواني
محمد رشدي باشا الشرواني (بالتركية: Şirvanizade Mehmed Rüşdi Paşa)‏ كان الصدر الأعظم للدولة العثمانية في الفترة ما بين 15 أبريل 1873 حتى 15 أبريل 1873. عين في 27 مايو 1874 ، واليا لولاية حلب، لكنه استعفى منها وطلب تعيينه واليا لولاية أخرى فاستبدل بوالي الحجاز في 25 يوليو 1874 ، فقبل ولاية الحجاز. وفي نفس السنة 1874 توفي بمدينة الطائف. 